# Golfo de Urabá
El golfo de Urabá es la zona más austral del mar Caribe localizado en Colombia. Tiene un área aproximada de 1800 km². Está contenido dentro del golfo de Darién, es una pequeña lengua de mar que se extiende al sur, entre el cabo Caribaná y el cabo Tiburón en la frontera de Colombia y Panamá, y que incluye las costas de la ciudad portuaria de Turbo. El delta del río Atrato se extiende hacia el golfo.
La temperatura promedio es de 28 °C y dada varias condiciones climáticas y geológicas, entre ellas los vientos que proceden del oeste, las cordilleras de Baudó y Darién, y la enorme humedad relativa (entre 85 y 98%), en esta zona se registran las precipitaciones pluviométricas mayores de todo el continente americano, con un rango de precipitación que supera por varios cientos los 10 000 mm anuales.
A sus orillas se ubican las poblaciones de Turbo, Necoclí y Acandí, y antiguamente la ciudad de Santa María la Antigua del Darién que fue el primer asentamiento europeo en Colombia.